# Schulstraße 9 (Quedlinburg)

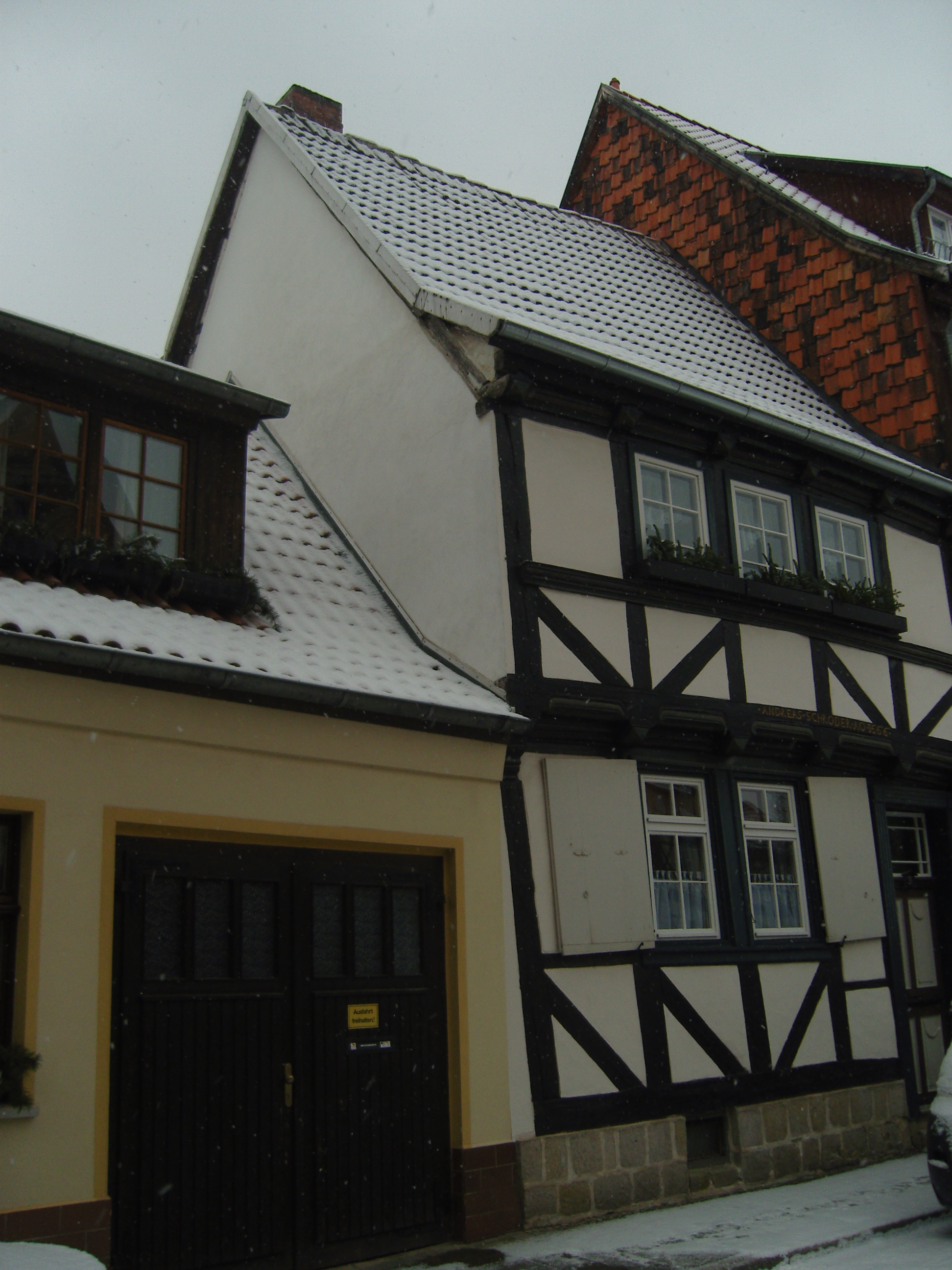
Haus Schulstraße 9

Das Haus Schulstraße 9 ist ein denkmalgeschütztes Gebäude in der Stadt Quedlinburg in Sachsen-Anhalt.

## Lage
Das im Quedlinburger Denkmalverzeichnis eingetragene Wohnhaus gehört zum UNESCO-Weltkulturerbe und befindet sich auf der Südseite der Schulstraße im nordöstlichen Teil der historischen Quedlinburger Altstadt. Westlich grenzt das gleichfalls denkmalgeschützte Haus Schulstraße 10 an.

## Architektur und Geschichte
Das zweigeschossige Fachwerkhaus wurde nach einer Bauinschrift im Jahr 1666 vom Zimmermeister ANDREAS SCHRÖDER errichtet. Die Fachwerkfassade ist mit Pyramidenbalkenköpfen und Schiffskehlen verziert. Darüber hinaus besteht eine profilierte Brüstungsbohle, Fußstreben und Füllhölzer.
Die Haustür entstand in der Zeit um 1830/40 im Stil des Klassizismus.